# 南鮡
南鮡，為輻鰭魚綱鯰形目鮡科的其中一種，為熱帶淡水魚類，分布於亞洲印度、孟加拉、巴基斯坦、尼泊爾流域，體長可達5.5公分，棲息在河川上游底層水域，生活習性不明。

## 扩展阅读
維基物種上的相關：南鮡